# Сухотин, Алексей Михайлович
Алексе́й Миха́йлович Сухоти́н (7 [19] ноября 1888, Кочеты, Тульская губерния — 21 февраля 1942, Ульяновск, Куйбышевская область) — советский лингвист и переводчик.

## Биография
Родился 7 (19) ноября 1888 года в деревне Кочеты Тульской губернии. Происходил из дворянского рода Сухотиных, сын Михаила Сергеевича Сухотина и его жены Марии Михайловны, урождённой Боде-Колычёвой. Пасынок дочери Л. Н. Толстого Татьяны Сухотиной-Толстой, в детстве и юности много раз бывал в Ясной Поляне и общался с Толстым.
В 1911 году окончил Александровский лицей и поступил на службу в Министерство иностранных дел. Работал в центральном аппарате министерства, в дипломатических представительствах России в Черногории, Франции, Италии. После Октябрьской революции вернулся в Россию, жил в Туле, работал в советских учреждениях. В 1921 году переехал в Москву, работал заведующим подотделом обработки прессы отдела печати НКИД (в его обязанности входило готовить обзоры иностранной печати). В 1922 году поступил в Московский институт востоковедения. В феврале 1923 года уволился из НКИД, зарабатывал переводами.
В 1925 году окончил институт по специальности «язык урду», изучил также арабский и бенгальский языки. Преподавал там же урду до 1928 года, написал статьи о бенгальском языке и бенгальской литературе для «Литературной энциклопедии». В 1926 году поступил в аспирантуру РАНИОН по специальности «лингвистика» (научный руководитель — Н. Ф. Яковлев), окончив её в 1929 году. Затем — научный сотрудник и секретарь Лингвистической комиссии Коммунистического университета трудящихся Востока, ответственный секретарь серии сборников ВЦКНА «Культура и письменность Востока».
В 1931—1933 годах — старший научный сотрудник НИИ языкознания. Познакомился там с группой молодых лингвистов (П. С. Кузнецов, Р. И. Аванесов, В. Н. Сидоров, А. А. Реформатский), вместе с которыми основал Московскую фонологическую школу.
С 1933 года — профессор кафедры русского языка в Московском городском педагогическом институте.
Входил в состав Орфографической комиссии АН СССР. Вместе со своим учителем Н. Ф. Яковлевым занимался проблемами разработки новых национальных письменностей. Впервые применил термин «практическая транскрипция» в статье «Передача иностранных географических названий» в книге «Вопросы географии и картографии» (М., 1935).
Автор ряда трудов по общему, славянскому, индоиранскому и тюркскому языкознанию. По предложению Р. О. Шор перевёл на русский язык «Курс общей лингвистики» Фердинанда де Соссюра (1933) и книгу Эдварда Сепира «Язык» (1934). Переработал и отредактировал перевод Д. Н. Кудрявского книги А. Мейе «Введение в сравнительное изучение индоевропейских языков» (1938).
В октябре 1941 года во время паники покинул Москву и оказался в Кирове, где получил путёвку в Ульяновский пединститут. Скончался от инсульта по дороге на лекцию. По-видимому, был похоронен на Воскресенском кладбище Ульяновска (могила утрачена).

## Основные работы
- К вопросам алфавитной политики // Просвещение национальностей. 1930. — № 4—5;
- К проблеме национально-лингвистического районирования в Южной Сибири // Культура и письменность Востока. 1931. — Кн. 7—8;
- Спор об унификации алфавитов // Революция и письменность. 1932. — № 1—2;
- Вопросы языкового строительства в журналах // Революция и письменность. 1932. — № 3;
- Проблема «сокращенных слов» в языках СССР // Письменность и революция. Сб. 1. — М.; Л., 1933.